# Le Fantôme d'Anil
Le Fantôme d'Anil (titre original : Anil's Ghost) est un roman canadien de Michael Ondaatje publié en 2000 au Canada et paru en français le 12 août 2000 aux éditions de l'Olivier. Ce roman a reçu la même année le prix Médicis étranger.

## Résumé
À trente-trois ans, Anil Tissera fait son « retour au pays natal », le Sri Lanka. C'est la guerre civile.
Médecin légiste, Anil est mandatée par la Commission des droits de l'homme des Nations unies pour enquêter sur l'origine d'un massacre. Qui est responsable ? L'armée ? La guérilla séparatiste ? Les paramilitaires ?
Très vite, Anil plonge dans un monde étrange et mystérieux, où le réel et le surnaturel semblent inextricablement mêlés. Dans les temples désaffectés et les palais en ruines, à travers les restes dispersés de ce qui fut une grande civilisation, Anil rencontre d'étranges personnages – un archéologue aveugle, un artisan merveilleux, un chirurgien désespéré. Avec leur aide, elle parviendra à faire parler les morts. Mais il lui faudra d'abord affronter sa propre guerre civile, rouvrir la blessure qui lui a fait fuir son pays pour un Occident où elle n'a pas trouvé sa place.
Avec ce roman magnifique, véritable « brasier d'énigmes », Michael Ondaatje prend place aux côtés des grands écrivains de notre temps. Réaliste et baroque, violente et méditative, l'écriture de Michael Ondaatje ne cesse de surprendre. (résumé provenant du site de l'éditeur)

## Éditions
- Le Fantôme d'Anil, éditions de l'Olivier, 2000  (ISBN 2879292476).
- Le Fantôme d'Anil, éditions du Seuil, coll. Points, 2001  (ISBN 2020512270).